# Greenwich and Lewisham (circonscription électorale de Londres)
Circonscription territorial de 
l'Assemblée de Londres
Greenwich and Lewisham est une circonscription territorial de la London Assembly.
Elle recouvre les borough londoniens de Greenwich et Lewisham.
Son siège est actuellement détenu par Len Duvall du Parti travailliste.

## Membres de l'Assemblée
| Élection | Élection | Membre     | Parti        | Portrait |
| -------- | -------- | ---------- | ------------ | -------- |
|          | 2000     | Len Duvall | Travailliste |          |

## Résultats de l'élection
| Parti                        | Parti                        | Candidat                     | Voix    | %    | ±    |
| ---------------------------- | ---------------------------- | ---------------------------- | ------- | ---- | ---- |
|                              | Travailliste                 | Len Duvall                   | 85,753  | 52,5 | +2.9 |
|                              | Conservateur                 | Adam Thomas                  | 30,480  | 18,9 | -1.8 |
|                              | Green                        | Imogen Solly                 | 20,520  | 12,6 | +3.2 |
|                              | UKIP                         | Paul Oakley                  | 13,686  | 8,4  | +4.6 |
|                              | Libéral Démocrate            | Julia Fletcher               | 11,303  | 6,9  | -0.2 |
|                              | All People's                 | Josephine Bangura            | 1,275   | 0,8  | N/A  |
| Majorité                     | Majorité                     | Majorité                     | 54,895  | 33,6 | +4.7 |
| Total des suffrages exprimés | Total des suffrages exprimés | Total des suffrages exprimés | 163,359 | 99.1 | +0.5 |
| Votes nuls                   | Votes nuls                   | Votes nuls                   | 1538    | 0.9  | -0.5 |
| Participation                | Participation                | Participation                | 164,897 | 45   | +7.8 |

| Parti                        | Parti                        | Candidat                     | Voix    | %    | ±     |
| ---------------------------- | ---------------------------- | ---------------------------- | ------- | ---- | ----- |
|                              | Travailliste                 | Len Duvall                   | 65,366  | 49,6 | +13.4 |
|                              | Conservateur                 | Alex Wilson                  | 27,329  | 20,7 | -4.5  |
|                              | Green                        | Roger Sedgley                | 12,427  | 9,4  | -1.2  |
|                              | Libéral Démocrate            | John Russell                 | 9,393   | 7,1  | -5.3  |
|                              | People Before Profit         | Barbara Raymond              | 6,873   | 5,2  | N/A   |
|                              | UKIP                         | Paul Oakley                  | 4,997   | 3,8  | +1.1  |
|                              | BNP                          | Roberta Woods                | 3,551   | 2,7  | N/A   |
|                              | National Front               | Tess Culnane                 | 1,816   | 1,4  | -4.4  |
| Majorité                     | Majorité                     | Majorité                     | 38,037  | 28,9 | +17.9 |
| Total des suffrages exprimés | Total des suffrages exprimés | Total des suffrages exprimés | 131,752 | 98.6 |       |
| Votes nuls                   | Votes nuls                   | Votes nuls                   | 1,907   | 1.4  |       |
| Participation                | Participation                | Participation                | 133,659 | 37,2 | -5.8  |

| Parti         | Parti                         | Candidat             | Voix    | %    | ±     |
| ------------- | ----------------------------- | -------------------- | ------- | ---- | ----- |
|               | Travailliste                  | Len Duvall           | 53,174  | 36,2 | +2.9  |
|               | Conservateur                  | Andy Jennings        | 37,040  | 25,2 | +4.8  |
|               | Libéral Démocrate             | Brian Robson         | 18,174  | 12,4 | –5.2  |
|               | Green                         | Sue Luxton           | 15,607  | 10,6 | +0.2  |
|               | BNF                           | Tess Culnane         | 8,509   | 5,8  | N/A   |
|               | Christian (Christian Peoples) | Stephen Hammond      | 5,079   | 3.5  | +0.2  |
|               | UKIP                          | Arnold Tarling       | 3,910   | 2,7  | –9.7  |
|               | Left List                     | Jennifer Jones       | 2,045   | 1,4  | N/A   |
|               | Démocrates anglais            | Joanna Munilla       | 1,716   | 1,2  | N/A   |
|               | Socialiste Alternative        | Chris Flood          | 1,587   | 1,1  | N/A   |
| Majorité      | Majorité                      | Majorité             | 16,134  | 11,0 | –1.9  |
| Participation | Participation                 | Participation        | 149,238 | 43,0 | +10.0 |
|               | Travailliste retenir          | Travailliste retenir | Swing   | –1.0 |       |

| Parti         | Parti                | Candidat             | Voix    | %    | ±    |
| ------------- | -------------------- | -------------------- | ------- | ---- | ---- |
|               | Travailliste         | Len Duvall           | 36,251  | 33,3 | –9.2 |
|               | Conservateur         | Gareth Bacon         | 22,168  | 20,4 | –3.2 |
|               | Libéral Démocrate    | Alexander Feakes     | 19,183  | 17,6 | +0.5 |
|               | UKIP                 | Timothy Reynolds     | 13,454  | 12,4 | N/A  |
|               | Green                | Susan Luxton         | 11,271  | 10,4 | –2.1 |
|               | Christian Peoples    | Stephen Hammond      | 3,619   | 3,3  | N/A  |
|               | Respect              | Ian Page             | 2,825   | 2,6  | N/A  |
| Majorité      | Majorité             | Majorité             | 14,083  | 12,9 | –6.1 |
| Participation | Participation        | Participation        | 108,771 | 33,0 | +4.0 |
|               | Travailliste retenir | Travailliste retenir | Swing   |      |      |

| Parti         | Parti                                  | Candidat      | Voix   | %    | ±   |
| ------------- | -------------------------------------- | ------------- | ------ | ---- | --- |
|               | Travailliste                           | Len Duvall    | 40,386 | 42,6 | N/A |
|               | Conservateur                           | Rhodri Harris | 22,401 | 23,6 | N/A |
|               | Libéral Démocrate                      | David Buxton  | 16,290 | 17,2 | N/A |
|               | Green                                  | Terry Liddle  | 11,839 | 12,5 | N/A |
|               | London Socialist                       | Ian Page      | 3,981  | 4,2  | N/A |
| Majorité      | Majorité                               | Majorité      | 17,985 | 19,0 | N/A |
| Participation | Participation                          | Participation | 94,697 | 29,0 | N/A |
|               | Travailliste vainqueur (nouveau siège) |               |        |      |     |